# 1950-es Giro d’Italia
Az 1950-es Giro d’Italia volt a 37. olasz kerékpáros körverseny. Május 24-én kezdődött és június 13-án ért véget. Végső győztes a svájci Hugo Koblet lett.

## Végeredmény
|    | Versenyző       | Idő            |
| -- | --------------- | -------------- |
| 1  | Hugo Koblet     | 117 óra 28' 03 |
| 2  | Gino Bartali    | + 5' 12        |
| 3  | Alfredo Martini | + 8' 41        |
| 4  | Ferdi Kübler    | + 8' 45        |
| 5  | Luciano Maggini | + 10' 49       |
| 6  | Fiorenzo Magni  | + 12' 14       |
| 7  | Silvio Pedroni  | + 13' 07       |
| 8  | Luciano Pezzi   | + 14' 34       |
| 9  | Giulio Bresci   | + 18' 08       |
| 10 | Paolo Giudici   | + 20' 05       |